# Boris Schein
Boris Moiseyevich Schein (Moscou, 22 de junho de 1938 - 4 de outubro de 2023) foi um matemático russo-estadunidense, especialista em semigrupos, Distinguished Professor no Departamento de Ciências Matemáticas da Universidade do Arkansas.
Schein nasceu em Moscou em 22 de junho de 1938 e mudou-se para Saratov durante a Segunda Guerra Mundial. Interessou-se pela matemática na juventude, tendo sido influenciado por Viktor Wagner, professor de matemática da Universidade Estatal de Saratov, onde graduou-se em matemática, especializando-se em geometria, área de atuação de Wagner. Em 1962 obteve o grau de Candidato de Ciências. Obteve o grau de Doktor nauk em 1966 na Universidade Herzen em São Petersburgo.
Em 1979 Schein conseguiu viajar para a Áustria com sua mulher e filha, obtendo um cargo de visitante temporário na Universidade Tulane em Nova Orleães. Em 1980 obteve seu cargo atual na Universidade do Arkansas.
Em 2011 Schein foi nomeado distinguished reviewer do Zentralblatt MATH da European Mathematical Society.